# Gilles Chateau
Pour les articles homonymes, voir Château (homonymie).
Gilles Chateau, né le 8 février 1885 à Lucenay-lès-Aix (Nièvre) et mort le 2 novembre 1963 à Neuilly-sur-Seine (Hauts-de-Seine), est un homme politique français.

## Biographie
Avoué à Cusset, il devient conseiller général du canton de Cusset en 1919 et député de l'Allier de 1919 à 1924, inscrit au groupe de la Gauche républicaine démocratique. 

## Sources
- « Gilles Chateau », dans le Dictionnaire des parlementaires français (1889-1940), sous la direction de Jean Jolly, PUF, 1960 [détail de l’édition]